# Sant Miquel de Fontaneda
Sant Miquel de Fontaneda és una església romànica situada en una terrassa sobre el poble de Fontaneda, a la parròquia andorrana de Sant Julià de Lòria, declarada Bé d'interès cultural.

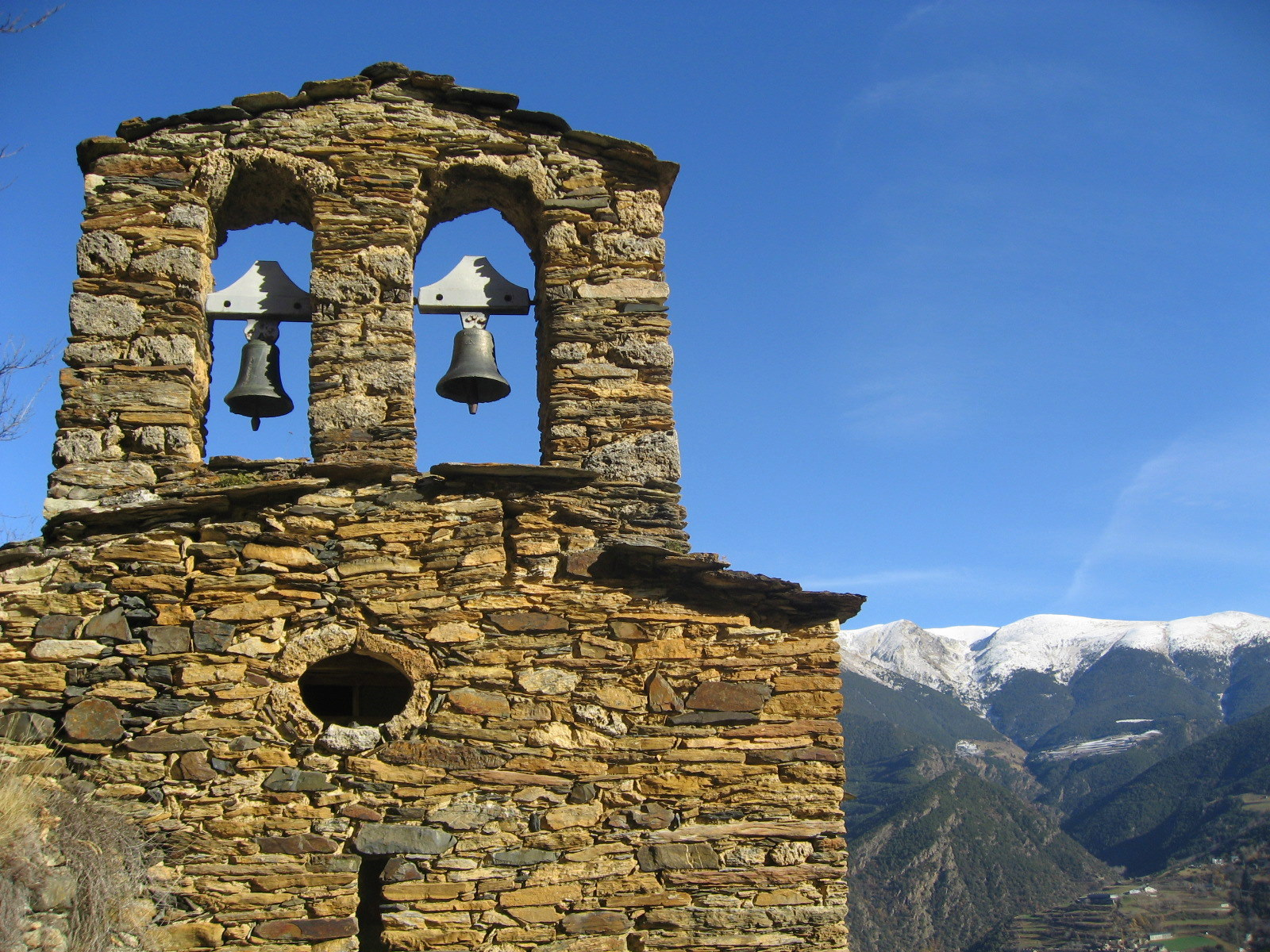
L'espadanya

No hi ha cap document que permeti la datació, però l'arquitectura correspon al final del segle xi o principi del xii. La construcció és austera, sense ornamentacions. Els murs són de pedres de mides diverses sense una distribució uniforme.
La nau és petita i rectangular, amb un absis semicircular a l'est més baix i estret que la nau. L'absis no té cap finestra central com és habitual. Està il·luminat per una finestra de mig punt al costat sud coberta per una motllura de secció circular i flanquejada per dos blocs quadrats. En l'interior de l'arc de la finestra de l'absis hi ha restes d'unes pintures romàniques amb motius florals. Són obra del Mestre d'Anyós.
La porta d'accés és en el mur de migjorn. Està coberta amb un arc de mig punt fet de pedra calcària i amb muntants que alternen lloses de pissarra amb blocs més grans.
El mur oest està coronat per un campanar d'espadanya de dos ulls. Al centre del mur s'obre una espitllera alta i estreta, i al seu damunt un òcul.